# 福石パーキングエリア

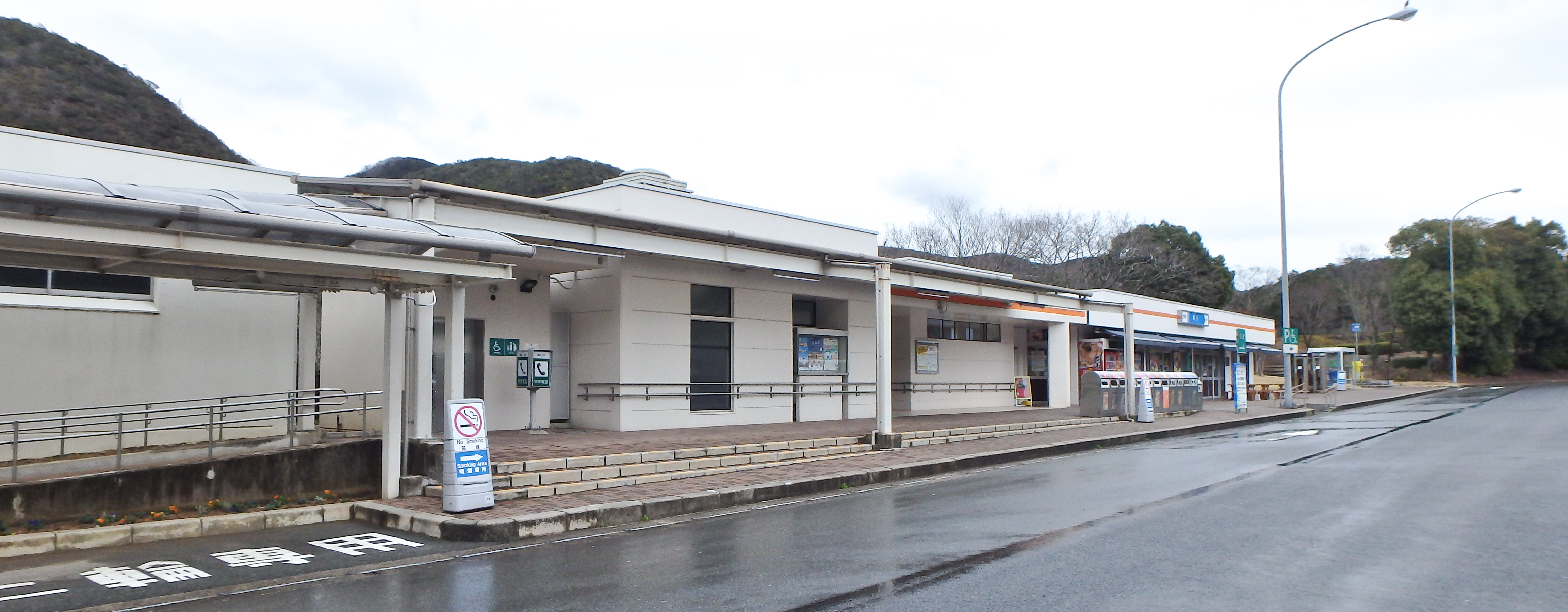
上り施設

福石パーキングエリア（ふくいしパーキングエリア）は、岡山県備前市三石の山陽自動車道上にあるパーキングエリアである。
山陽自動車道の中で、最も早く開設されたパーキングエリアである。

## 道路
- E2 山陽自動車道

## 施設

### 上り線（神戸方面）
- 駐車場
  - 大型38台
  - 小型26台
- トイレ
  - 男性 大6（和式1・洋式5）・小10
  - 女性 12（和式1・洋式11）
  - 車椅子用 1
- スナック（7:00 - 20:00）
- ショッピング（7:00 - 20:00）
- 自動販売機
- 携帯電話充電器（7:00 - 20:00）
- 電気自動車用急速充電器（24時間、要事前登録）[2]

### 下り線（岡山方面）
- 駐車場
  - 大型38台
  - 小型26台
- トイレ
  - 男性 大6（和式1・洋式5）・小10
  - 女性 12（和式1・洋式11）
  - 車椅子用 1
- スナック（7:00 - 20:00）
- ショッピング（7:00 - 20:00）
- 自動販売機
- 携帯電話充電器（7:00 - 20:00）
- 電気自動車用急速充電器（24時間、要事前登録）[3]
- 高速道路三千キロ　開通記念碑

## 隣
E2 山陽自動車道
(10)赤穂IC - 福石PA - (11)備前IC